# Europese weg 127
De Europese weg 127 of E127 is een Europese weg die loopt van Omsk in Rusland naar Maikapshagai in Kazachstan.

## Algemeen
De Europese weg 127 is een Klasse A Noord-Zuid-referentieweg en verbindt het Russische Omsk met het Kazachse Maykapshagay en komt hiermee op een afstand van ongeveer 1330 kilometer. De route is door de UNECE als volgt vastgelegd: Omsk - Pavlodar - Semey - Qalbatau (Қалбатау) - Maykapshagay.